# Mailand–München
Mailand–München war eine Radsportveranstaltung, die zwischen den Metropolen Mailand in Italien und München in Deutschland gefahren wurde. Es war ein Straßenrennen, das als Eintagesrennen als auch als Etappenrennen ausgetragen wurde und fand von 1894 bis 1940 statt.

## Geschichte
Das Rennen wurde 1894 begründet und fand bis 1940 in größeren Abständen statt. 1937 war das Rennen als offizieller Länderkampf zwischen Deutschland, Italien und Österreich deklariert worden und führte über drei Etappen. 1938 und 1940 verlief die Strecke von München nach Mailand und war nur für Fahrer aus Deutschland, Italien und Österreich ausgeschrieben. 

## Palmarès
- 1894  Josef Fischer
- 1910  Peter Strasser
- 1912  Georg Schmid
- 1937  Richard Menapace
- 1938  Mario De Benedetti
- 1939  Aldo Ronconi
- 1940  Doro Morigi